# Liste der Biografien/Koci
Liste der Biografien |
Portal Biografien |
Personensuche
# |
A |
B |
C |
D |
E |
F |
G |
H |
I |
J |
K |
L |
M |
N |
O |
P |
Q |
R |
S |
T |
U |
V |
W |
X |
Y |
Z |
?
 
Ka |
Kb |
Kc |
Kd |
Ke |
Kf |
Kg |
Kh |
Ki |
Kj |
Kl |
Km |
Kn |
Ko |
Kp |
Kr |
Ks |
Kt |
Ku |
Kv |
Kw |
Ky |
Kx |
Kz
 
Koa |
Kob |
Koc |
Kod |
Koe |
Kof |
Kog |
Koh |
Koi |
Koj |
Kok |
Kol |
Kom |
Kon |
Koo |
Kop |
Kor |
Kos |
Kot |
Kou |
Kov |
Kow |
Kox |
Koy |
Koz
 
Vorlage:Liste der Biografien/Koc
Die Liste der Biografien führt alle Personen auf, die in der deutschsprachigen Wikipedia einen Artikel haben. Dieses ist eine Teilliste mit 29 Einträgen von Personen, deren Namen mit den Buchstaben „Koci“ beginnt.

## Koci
- Koçi Bey, osmanischer Politiker und Autor
- Kočí, Boris (* 1964), tschechischer Fußballspieler und Fußballtrainer
- Kočí, David (* 1981), tschechischer Eishockeyspieler und -trainer
- Koci, Franz (1899–1966), österreichischer Politiker (SPÖ), Landtagsabgeordneter
- Koçi, Greta (* 1991), albanische Pop-Sängerin
- Koçi, Hafiz Sabri (1921–2004), albanischer sunnitischer Geistlicher, Vorsitzender des Rates der Muslime in Albanien
- Kočí, Václav (* 1979), tschechischer Eishockeyspieler

### Kocia
- Kocialkowski, Leo (1882–1958), US-amerikanischer Politiker
- Kocian, Adam (* 1995), deutscher Volleyballspieler
- Kocián, František, tschechoslowakischer Ringer
- Kocian, Franz (1925–2023), deutscher Webermeister und Heimatforscher
- Kocian, Ján (* 1958), slowakischer Fußballtrainer und tschechoslowakischer Fußballspieler
- Kocian, Jaroslav (1883–1950), tschechoslowakischer Violinpädagoge und Komponist
- Kocian, Madison (* 1997), US-amerikanische Turnerin
- Kocian-Falkenbach, Tomáš (* 1988), deutsch-slowakischer Volleyballspieler
- Kociancich, Vlady (1941–2022), argentinische Redakteurin, Schriftstellerin und Übersetzerin

### Kocic
- Kocić, Miloš (* 1985), serbischer Fußballspieler
- Kočić, Miroslav (* 1993), bosnisch-herzegowinischer Badmintonspieler
- Kočić, Petar (1877–1916), bosnisch-serbischer Schriftsteller

### Kocie
- Kocienski, Philip (* 1946), US-amerikanischer organischer Chemiker und Hochschullehrer

### Kocij
- Kocijan, Anel (* 1992), österreichischer Fußballspieler und -trainer, sowie Futsalspieler und -trainer
- Kocijan, Tomislav (* 1967), österreichisch-kroatischer Fußballspieler

### Kocin
- Koçin, Umut (* 1988), türkischer Fußballspieler
- Kocinski, John (* 1968), US-amerikanischer Motorradrennfahrer und WeltmeisterJohn Kocinski (* 1968)

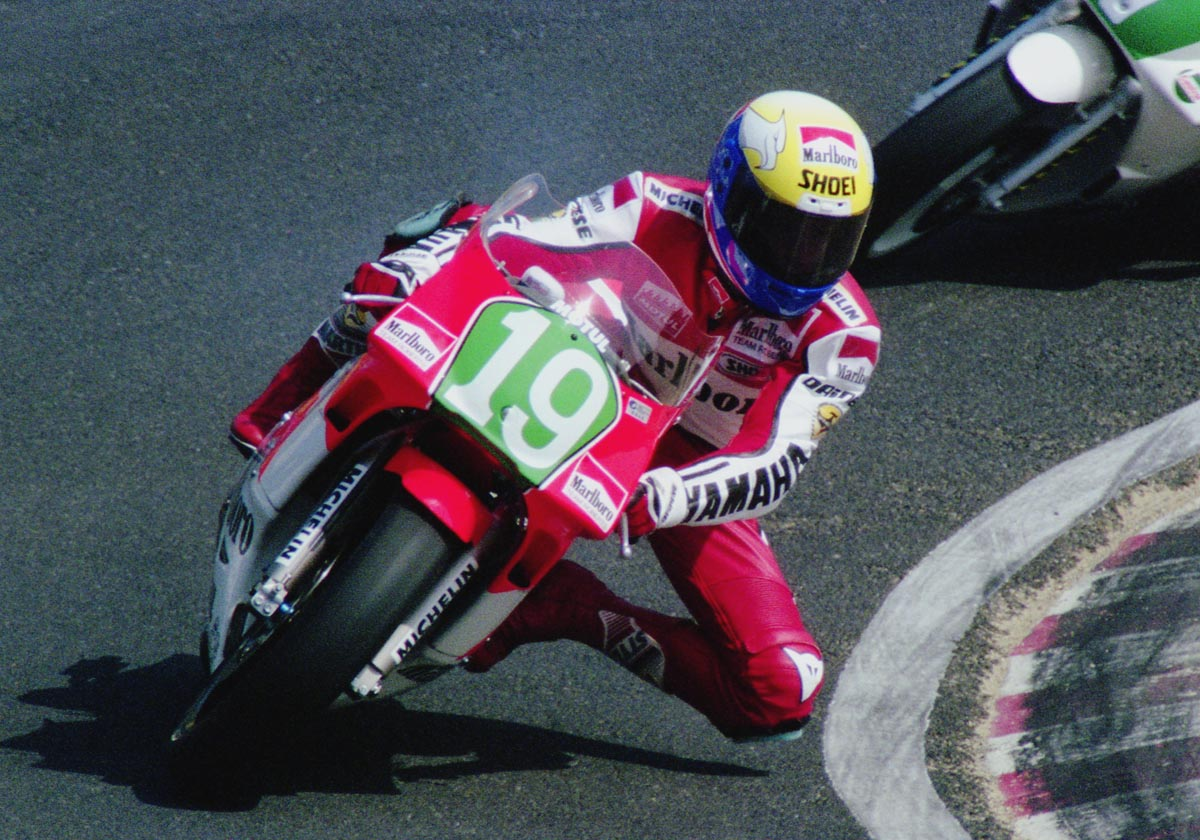
John Kocinski (* 1968)

### Kocio
- Kociołek, Katarzyna (* 1995), polnische Beachvolleyballspielerin

### Kocis
- Kocis, Bryan (1962–2007), US-amerikanischer Pornofilmproduzent
- Kočiš, Ján Eugen (1926–2019), slowakischer Geistlicher, ruthenisch-griechisch-katholischer Bischof
- Kočiš, Róbert (* 1973), slowakischer Fußballspieler und -trainer

### Kociu
- Kočiūnas, Rimantas (* 1953), litauischer Psychologe, Psychotherapeut und Hochschullehrer